# Maamoun al-Kouzbari
 (juin 2020).
Si vous disposez d'ouvrages ou d'articles de référence ou si vous connaissez des sites web de qualité traitant du thème abordé ici, merci de compléter l'article en donnant les références utiles à sa vérifiabilité et en les liant à la section « Notes et références ».
Maamoun al-Kouzbari (en arabe : مأمون الكزبري / Maʾmūn al-Kuzbarī), né en décembre 1914 à Damas et mort le 2 mars 1998 à Beyrouth, est un homme d'État et écrivain syrien qui fut président par intérim de Syrie du 29 septembre au 20 novembre 1961.

## Biographie
Issu d'une grande famille de Damas, Kouzbari a étudié le droit international à l'Université Saint-Joseph de Beyrouth. À son retour en Syrie, il devient professeur à l'université de Damas.
En 1953, il participe aux élections législatives en tant que candidat indépendant. C'est alors qu'il s'allie avec l'homme fort de la Syrie, Adib al-Chichakli qui le nomme président du parlement.
Ensuite, il est nommé président de l'assemblée constitutionnelle, assemblée qui devait modifier la constitution, pour permettre à Chichakli de rester au pouvoir.
Chichakli le nomme vice-président et secrétaire général du parti qu'il a créé, le Mouvement arabe de libération (MAL).
Il a également dirigé le journal Al Tahrir al Arabi (la libération arabe).
Après la chute de Chichakli, Kouzbari profite de cette occasion pour se nommer président de la république en cas d'urgence, dès le 25 février 1954.
Il écarte du pouvoir tous les partisans de Chichakli en les remplaçant par ses propres partisans, puis il s'adresse à la nation en demandant qu'on l'appuie.
Mais son appel rencontre un faible écho, et c'est l'ancien président syrien, Hachem al-Atassi, qui redevient président. Kouzbari est obligé de quitter ses fonctions, mais il demeure à la tête du MAL.
Au mois d'octobre, il fait son retour au parlement. En février 1955, il est nommé ministre de la Justice par Sabri al-Assali, il devient ensuite ministre de l'éducation sous le gouvernement de Saïd al-Ghazzi. Il conserve ce poste jusqu'en juin 1956.
En 1958, le président Choukri al-Kouatli l'invite à participer aux entretiens pour l'unification de l'Égypte et de la Syrie, la conclusion de l'accord entraînant la formation de la République arabe unie.
Pendant l'ère de la République arabe unie, il est absent de la vie politique; trois ans plus tard il soutient le coup d'État mené par des généraux contre l'union, en traitant le président Nasser de dictateur.
L'un des principaux responsables de ce coup d'État est le cousin de Kouzbari, Haydar al-Kouzbari qui lui demande de former un nouveau gouvernement. Il devient alors Premier ministre. Il démissionne pour se présenter aux élections. À la tête de l'État, Kouzbari tente de mettre fin par tous les moyens au nationalisme arabe, c'est ainsi qu'il prête son aide aux dirigeants des Frères musulmans syriens, Moustapha al-Sibaï, et au parti communiste syrien.
En décembre 1961, Kouzbari retourne au parlement, il essaye de devenir président de l'assemblée, mais les militaires s'y opposent. Mais le président, Nazem Koudsi le nomme quand même président du parlement.
Le 28 mars 1962, Kouzbari et Koudsi sont arrêtés à la suite du coup d'État d'Abdoul Karim al-Nehlawi, mais Nehlawi perd très vite le pouvoir et les deux hommes sont libérés.
Kouzbari reste président du parlement jusqu'au 12 septembre 1962. Après le coup d'État du 8 mars 1963, mené par Amine al-Hafez, il est arrêté puis exilé. Il va d'abord vivre à Paris, avant d'aller au Maroc. Il enseigne à l'université de Rabat, jusqu'à ce qu'il décide de partir vivre au Liban, après la fin de la guerre civile en 1991.
Il meurt à Beyrouth en 1998 et est enterré à Damas.